# Ла-Пера
Ла-Пе́ра (кат. La Pera, вимова літературною каталанською [łə pέɾə]) - муніципалітет, розташований в Автономній області Каталонія, в Іспанії. Код муніципалітету за номенклатурою Інституту статистики Каталонії - 171306. Знаходиться у районі (кумарці) Баш-Ампурда (коди району - 10 та BM) провінції Жирона, згідно з новою адміністративною реформою перебуватиме у складі Баґарії (округи) Жирона. 

## Назва муніципалітету
Назва муніципалітету походить від лат. pĕtra - "камінь".

## Населення
Населення міста (у 2007 р.) становить 426 осіб (з них менше 14 років - 13,4%, від 15 до 64 - 63,6%, понад 65 років - 23%). У 2006 р. народжуваність склала 7 осіб, смертність - 5 осіб, зареєстровано 1 шлюб. У 2001 р. активне населення становило 188 осіб, з них безробітних - 10 осіб.

Серед осіб, які проживали на території міста у 2001 р., 351 народилися в Каталонії (з них 227 осіб у тому самому районі, або кумарці), 17 осіб приїхало з інших областей Іспанії, а 24 особи приїхали з-за кордону. 

Вищу освіту має 6,9% усього населення. 

У 2001 р. нараховувалося 136 домогосподарств (з них 22,8% складалися з однієї особи, 26,5% з двох осіб,19,1% з 3 осіб, 12,5% з 4 осіб, 11% з 5 осіб, 6,6% з 6 осіб, 1,5% з 7 осіб, 0% з 8 осіб і 0% з 9 і більше осіб).

Активне населення міста у 2001 р. працювало у таких сферах діяльності : у сільському господарстві - 18,5%, у промисловості - 22,5%, на будівництві - 12,4% і у сфері обслуговування - 46,6%. 

 У муніципалітеті або у власному районі (кумарці) працює 176 осіб, поза районом - 108 осіб.

### Безробіття
У 2007 р. нараховувалося 4 безробітних (у 2006 р. - 8 безробітних), з них чоловіки становили 25%, а жінки - 75%.

## Економіка

### Підприємства міста

#### Промислові підприємства
| \| Промислові підприємства міста, за сферою діяльності \| Промислові підприємства міста, за сферою діяльності \| Промислові підприємства міста, за сферою діяльності \| \| Рік \| 2002 р. \| 2001 р. \| \| --------------------------------------------------- \| --------------------------------------------------- \| --------------------------------------------------- \| \| Енергетичні та водні ресурси \| 14,3% \| 0% \| \| Хімія та метали \| 28,6% \| 33,3% \| \| Переробка металів \| 28,6% \| 33,3% \| \| Продукти харчування \| 28,6% \| 33,3% \| \| Текстиль \| 0% \| 0% \| \| Виробництво меблів, видання \| 0% \| 0% \| \| Інше \| 0% \| 0% \| \| Усього підприємств \| 7 \| 6 \| |         |         |
| Промислові підприємства міста, за сферою діяльності |         |         |
| Рік | 2002 р. | 2001 р. |
| Енергетичні та водні ресурси | 14,3%   | 0%      |
| Хімія та метали | 28,6%   | 33,3%   |
| Переробка металів | 28,6%   | 33,3%   |
| Продукти харчування | 28,6%   | 33,3%   |
| Текстиль | 0%      | 0%      |
| Виробництво меблів, видання | 0%      | 0%      |
| Інше | 0%      | 0%      |
| Усього підприємств | 7       | 6       |

#### Роздрібна торгівля
| \| Підприємства роздрібної торгівлі міста, за сферою діяльності \| Підприємства роздрібної торгівлі міста, за сферою діяльності \| Підприємства роздрібної торгівлі міста, за сферою діяльності \| \| Рік \| 2002 р. \| 2001 р. \| \| ------------------------------------------------------------ \| ------------------------------------------------------------ \| ------------------------------------------------------------ \| \| Продукти харчування \| 60% \| 60% \| \| Одяг та взуття \| 0% \| 0% \| \| Товари для дому \| 0% \| 0% \| \| Книги та періодичні видання \| 0% \| 0% \| \| Промислова хімічна продукція \| 20% \| 20% \| \| Продукція, пов'язана з транспортними засобами \| 0% \| 0% \| \| Інше \| 20% \| 20% \| \| Усього підприємств \| 5 \| 5 \| |         |         |
| Підприємства роздрібної торгівлі міста, за сферою діяльності |         |         |
| Рік | 2002 р. | 2001 р. |
| Продукти харчування | 60%     | 60%     |
| Одяг та взуття | 0%      | 0%      |
| Товари для дому | 0%      | 0%      |
| Книги та періодичні видання | 0%      | 0%      |
| Промислова хімічна продукція | 20%     | 20%     |
| Продукція, пов'язана з транспортними засобами | 0%      | 0%      |
| Інше | 20%     | 20%     |
| Усього підприємств | 5       | 5       |

#### Сфера послуг
| \| Підприємства міста, що працюють у сфері послуг, за діяльністю \| Підприємства міста, що працюють у сфері послуг, за діяльністю \| Підприємства міста, що працюють у сфері послуг, за діяльністю \| \| Рік \| 2002 р. \| 2001 р. \| \| ------------------------------------------------------------- \| ------------------------------------------------------------- \| ------------------------------------------------------------- \| \| Гуртова торгівля \| 7,7% \| 8,3% \| \| Готелі та готельний бізнес \| 46,2% \| 50% \| \| Транспорт та зв'язок \| 15,4% \| 16,7% \| \| Посередницькі фінансові послуги \| 0% \| 0% \| \| Послуги підприємствам \| 0% \| 0% \| \| Послуги фізичним особам \| 23,1% \| 25% \| \| Нерухомість та ін. \| 7,7% \| 0% \| \| Усього підприємств \| 13 \| 12 \| |         |         |
| Підприємства міста, що працюють у сфері послуг, за діяльністю |         |         |
| Рік | 2002 р. | 2001 р. |
| Гуртова торгівля | 7,7%    | 8,3%    |
| Готелі та готельний бізнес | 46,2%   | 50%     |
| Транспорт та зв'язок | 15,4%   | 16,7%   |
| Посередницькі фінансові послуги | 0%      | 0%      |
| Послуги підприємствам | 0%      | 0%      |
| Послуги фізичним особам | 23,1%   | 25%     |
| Нерухомість та ін. | 7,7%    | 0%      |
| Усього підприємств | 13      | 12      |

## Житловий фонд
У 2001 р. 0,7% усіх родин (домогосподарств) мали житло метражем до 59 м2, 11,8% - від 60 до 89 м2, 27,9% - від 90 до 119 м2 і
59,6% - понад 120 м2.

З усіх будівель у 2001 р. 25,6% було одноповерховими, 62,8% - двоповерховими, 11,6
% - триповерховими, 0% - чотириповерховими, 0% - п'ятиповерховими, 0% - шестиповерховими,
0% - семиповерховими, 0% - з вісьмома та більше поверхами.

## Автопарк
| \| Автомобілі, зареєстровані у місті, за призначенням \| Автомобілі, зареєстровані у місті, за призначенням \| Автомобілі, зареєстровані у місті, за призначенням \| \| Рік \| 2006 р. \| 2005 р. \| \| -------------------------------------------------- \| -------------------------------------------------- \| -------------------------------------------------- \| \| Приватні автомобілі \| 60,8% \| 61,8% \| \| Мотоцикли \| 8,4% \| 8,2% \| \| Вантажівки \| 27,6% \| 27,8% \| \| Трактори \| 0,5% \| 0,2% \| \| Автобуси та ін. \| 2,6% \| 2% \| \| Усього автомобілів \| 416 шт. \| 400 шт. \| |         |         |
| Автомобілі, зареєстровані у місті, за призначенням |         |         |
| Рік | 2006 р. | 2005 р. |
| Приватні автомобілі | 60,8%   | 61,8%   |
| Мотоцикли | 8,4%    | 8,2%    |
| Вантажівки | 27,6%   | 27,8%   |
| Трактори | 0,5%    | 0,2%    |
| Автобуси та ін. | 2,6%    | 2%      |
| Усього автомобілів | 416 шт. | 400 шт. |

## Вживання каталанської мови
У 2001 р. каталанську мову у місті розуміли 97,2% усього населення (у 1996 р. - 98,9%), вміли говорити нею 92,3% (у 1996 р. - 
96,6%), вміли читати 88,2% (у 1996 р. - 93,4%), вміли писати 55,3
% (у 1996 р. - 58,3%). Не розуміли каталанської мови 2,8%.

## Політичні уподобання
У виборах до Парламенту Каталонії у 2006 р. взяло участь 242 особи (у 2003 р. - 255 осіб). Голоси за політичні сили розподілилися таким чином:
| \| Вибори до Парламенту Каталонії \| Вибори до Парламенту Каталонії \| Вибори до Парламенту Каталонії \| \| Рік \| 2006 р. \| 2003 р. \| \| -------------------------------------- \| ------------------------------ \| ------------------------------ \| \| Конвергенція та Єднання (CiU) \| 50% \| 51,8% \| \| Соціалістична партія Каталонії (PSC) \| 12,8% \| 9% \| \| Народна партія (PP) \| 3,7% \| 4,7% \| \| Ініціатива за Каталонію — Зелені (ICV) \| 5% \| 3,1% \| \| Республіканська лівиця Каталонії (ERC) \| 25,6% \| 30,2% \| \| Громадяни — Громадянська партія (C's) \| 0% \| 0% \| \| Інші \| 2,9% \| 1,2% \| |         |         |
| Вибори до Парламенту Каталонії |         |         |
| Рік | 2006 р. | 2003 р. |
| Конвергенція та Єднання (CiU) | 50%     | 51,8%   |
| Соціалістична партія Каталонії (PSC) | 12,8%   | 9%      |
| Народна партія (PP) | 3,7%    | 4,7%    |
| Ініціатива за Каталонію — Зелені (ICV) | 5%      | 3,1%    |
| Республіканська лівиця Каталонії (ERC) | 25,6%   | 30,2%   |
| Громадяни — Громадянська партія (C's) | 0%      | 0%      |
| Інші | 2,9%    | 1,2%    |

У муніципальних виборах у 2007 р. взяло участь 288 осіб (у 2003 р. - 199 осіб). Голоси за політичні сили розподілилися таким чином:
| \| Муніципальні вибори \| Муніципальні вибори \| Муніципальні вибори \| \| Рік \| 2007 р. \| 2003 р. \| \| -------------------------------------- \| ------------------- \| ------------------- \| \| Конвергенція та Єднання (CiU) \| 42% \| 100% \| \| Соціалістична партія Каталонії (PSC) \| 0% \| 0% \| \| Народна партія (PP) \| 0% \| 0% \| \| Ініціатива за Каталонію — Зелені (ICV) \| 5,6% \| 0% \| \| Республіканська лівиця Каталонії (ERC) \| 0% \| 0% \| \| Громадяни — Громадянська партія (C's) \| 0% \| 0% \| \| Інші \| 52,4% \| 0% \| |         |         |
| Муніципальні вибори |         |         |
| Рік | 2007 р. | 2003 р. |
| Конвергенція та Єднання (CiU) | 42%     | 100%    |
| Соціалістична партія Каталонії (PSC) | 0%      | 0%      |
| Народна партія (PP) | 0%      | 0%      |
| Ініціатива за Каталонію — Зелені (ICV) | 5,6%    | 0%      |
| Республіканська лівиця Каталонії (ERC) | 0%      | 0%      |
| Громадяни — Громадянська партія (C's) | 0%      | 0%      |
| Інші | 52,4%   | 0%      |